# ギブソン・フライングV
フライングV (Flying V)は、ギブソンのエレクトリックギター。B.C.リッチ社のモッキンバードなどと並んで、変形ギターの先駆け的存在である。

## 概要
1958年に同じギブソン社からエクスプローラーと共に発売されるも、当時はその奇抜なデザインが受け入れられず、翌年には一旦生産が中止される。
2年間で生産されたフライングVは、わずか98本であったという。
1960年代に入ると、アルバート・キングやジミ・ヘンドリックス、レズリー・ウエスト、キース・リチャーズ、ロニー・マック、デイヴ・デイヴィスなどが使用し始める。
1970年代以降はアンディ・パウエルやポール・スタンレー、マイケル・シェンカーなどが使用。コピーモデルも出回り始め、1980年代に入ると、ギブソンは1958年のフライングVを復刻する。この時、エクスプローラーとモダーンも復刻された。1990年代には、レニー・クラヴィッツが使用。日本ではレイジー時代の高崎晃、THE ALFEEの高見沢俊彦、UNICORNの奥田民生と阿部義晴、ウルフルズのトータス松本、小山田圭吾や布袋寅泰、ART-SCHOOLの木下理樹、スピッツの草野マサムネ、L'Arc-en-Cielのken、BOOM BOOM SATELLITESの川島道行、THE YELLOW MONKEYの菊地英昭、元くるりの大村達身、筋肉少女帯やX.Y.Z.→Aの橘高文彦、B'zの松本孝弘、GLAYのHISASHI、マカロニえんぴつの田辺由明などが使用している。IN-HIに至っては、ツインギター及びベースの全てにフライングVを使用している。
V字型のボディ形状が原因で、座って弾く際の演奏性はあまり良くないとされるが（カイ・ハンセンなどは「Vシェイプでないとしっくり来ない」と語るが）、そのルックスとマホガニー（50年代製のオリジナルとその復刻モデルはコリーナ）ボディが生む甘く太いトーンに惹かれ、ブルース系からヘヴィメタル系まで幅広いジャンルのギタリストが使用している。また、一部のモデルにはすべり止めが付いており、座って弾く際の安定性が増している。